# Scott Hartnell
Scott Wesley Hartnell, född 18 april 1982 i Regina, Saskatchewan, är en kanadensisk före detta professionell ishockeyspelare.
Han spelade under sin karriär för Nashville Predators, Columbus Blue Jackets och Philadelphia Flyers.

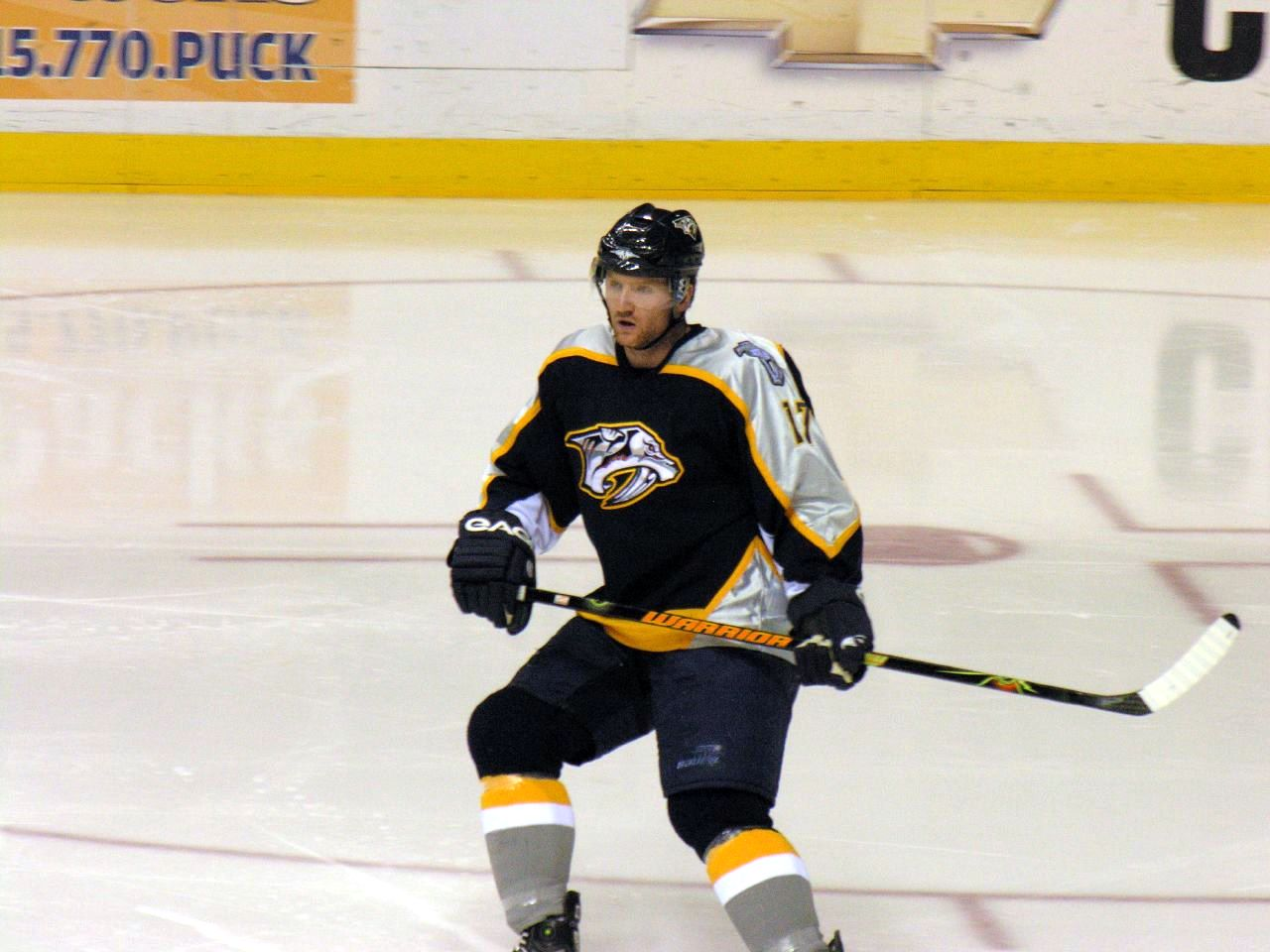
Scott Hartnell i Nashville Predators.

Hartnell listades som 6:e spelare totalt i NHL-draften 2000.
Under NHL-lockouten 2004-2005 spelade han för norska Vålerenga, för vilka han gjorde 29 poäng på 28 spelade matcher.
Hartnell var en powerforward som gärna placerar sig framför mål och gjorde majoriteten av sina mål på returer eller styrningar. Han hade långt lockigt hår och spelade ofta orakad, något som resulterade i att han blev framröstad till "most horrible looking player" i Maxims "2010 NHL superlatives".
Hartnell meddelade att han avslutar sin karriär den 1 oktober 2018.

## Statistik

### Klubbkarriär
| 1997–98    | Prince Albert Raiders        | WHL        | 1    | 0   | 1   | 1   | 2    | —  | —  | —  | —  | —   |
| 1998–99    | Prince Albert Raiders        | WHL        | 65   | 10  | 34  | 44  | 104  | 14 | 0  | 5  | 5  | 22  |
| 1999–00    | Prince Albert Raiders        | WHL        | 62   | 27  | 55  | 82  | 124  | 6  | 3  | 2  | 5  | 6   |
| 2000–01    | Nashville Predators          | NHL        | 75   | 2   | 14  | 16  | 48   | —  | —  | —  | —  | —   |
| 2001–02    | Nashville Predators          | NHL        | 75   | 14  | 27  | 41  | 111  | —  | —  | —  | —  | —   |
| 2002–03    | Nashville Predators          | NHL        | 82   | 12  | 22  | 34  | 101  | —  | —  | —  | —  | —   |
| 2003–04    | Nashville Predators          | NHL        | 59   | 18  | 15  | 33  | 87   | 6  | 1  | 2  | 3  | 2   |
| 2004–05    | Vålerenga Ishockey (lockout) | GET        | 28   | 17  | 12  | 29  | 103  | 11 | 12 | 7  | 19 | 24  |
| 2005–06    | Nashville Predators          | NHL        | 81   | 25  | 23  | 48  | 101  | 5  | 1  | 0  | 1  | 4   |
| 2006–07    | Nashville Predators          | NHL        | 64   | 22  | 17  | 39  | 96   | 5  | 1  | 1  | 2  | 28  |
| 2007–08    | Philadelphia Flyers          | NHL        | 80   | 24  | 19  | 43  | 159  | 17 | 3  | 4  | 7  | 20  |
| 2008–09    | Philadelphia Flyers          | NHL        | 82   | 30  | 30  | 60  | 143  | 6  | 1  | 1  | 2  | 23  |
| 2009–10    | Philadelphia Flyers          | NHL        | 81   | 14  | 30  | 44  | 155  | 23 | 8  | 9  | 17 | 25  |
| 2010–11    | Philadelphia Flyers          | NHL        | 82   | 24  | 25  | 49  | 142  | 11 | 1  | 3  | 4  | 23  |
| 2011–12    | Philadelphia Flyers          | NHL        | 82   | 37  | 30  | 67  | 136  | 11 | 3  | 5  | 8  | 15  |
| 2012–13    | Philadelphia Flyers          | NHL        | 32   | 8   | 3   | 11  | 70   | —  | —  | —  | —  | —   |
| 2013–14    | Philadelphia Flyers          | NHL        | 78   | 20  | 32  | 52  | 103  | 7  | 0  | 3  | 3  | 6   |
| 2014–15    | Columbus Blue Jackets        | NHL        | 77   | 28  | 32  | 60  | 100  | —  | —  | —  | —  | —   |
| 2015–16    | Columbus Blue Jackets        | NHL        | 79   | 23  | 26  | 49  | 112  | —  | —  | —  | —  | —   |
| 2016–17    | Columbus Blue Jackets        | NHL        | 78   | 13  | 24  | 37  | 63   | 4  | 0  | 0  | 0  | 0   |
| 2017–18    | Nashville Predators          | NHL        | 62   | 13  | 11  | 24  | 82   | 4  | 0  | 0  | 0  | 0   |
| NHL totalt | NHL totalt                   | NHL totalt | 1249 | 327 | 380 | 707 | 1809 | 99 | 19 | 28 | 47 | 146 |

### Internationellt
| År            | Lag           | Turnering     |               | Matcher | Mål | Assist | Poäng | Utv |
| ------------- | ------------- | ------------- | ------------- | ------- | --- | ------ | ----- | --- |
| 2006          | Kanada        | VM            | 9             | 1       | 0   | 1      | 4     |     |
| Senior totalt | Senior totalt | Senior totalt | Senior totalt | 9       | 1   | 0      | 1     | 4   |

## Utmärkelser
- 2011 NHL All Star
- 2009 NHL Poker Champion [4]
- Spelade NHL YoungStars Game 2002.
- GET-ligaen mästare med Vålerenga 2004-05.
- Norsk mästare med Vålerenga 2004-05.
- Playoff MVP med Vålerenga 2004-05.